# Article 86 de la Constitution belge
L'article 86 de la Constitution belge fait partie du titre III Des pouvoirs. Il traite de la possibilité qu'a le Roi de proposer un successeur s'il n'a pas d'héritier.
Il date du 7 février 1831 et était à l'origine — sous l'ancienne numérotation — l'article 61. Il a été révisé en 1893 et le 21 juin 1991.

## Texte
« À défaut de descendance de S.M. Léopold, Georges, Chrétien, Frédéric de Saxe-Cobourg, le Roi pourra nommer son successeur, avec l'assentiment des Chambres, émis de la manière prescrite par l'article 87. 
 
S'il n'y a pas eu de nomination faite d'après le mode ci-dessus, le trône sera vacant. »

## Révisions
La première révision a pour but d'adapter l'article à la suite du décès de Léopold Ier. La seconde a mis fin à l'exclusion des femmes du trône.